# Муррэй, Гренвиль
Эстас Клэр Гренвиль Муррэй (англ. Eustace Clare Grenville Murray; 1824 — 20 декабря 1881) — британский дипломат и журналист, внебрачный сын Ричарда Гренвиля, 2-го герцога Букингэма.
В 1848 году окончил Оксфордский университет. Занимал разные дипломатические должности, с 14 июля 1851 года был атташе британского посольства в Вене и одновременно стал венским корреспондентом «Morning Post», что не было принято в то время. 7 апреля 1852 года был переведён в Ганновер, 19 октября 1852 года стал атташе в Константинополе, а в 1855 году переведён на должность генерального консула в Одессу. Вернувшись в 1868 году после конфликта с британскими резидентами в Одессе в Англию, издавал «Queen’s Messenger», в котором резко критиковал английскую знать и был обвинён по некоторым статьям в клевете. В начавшемся в 1869 году по этому поводу процессе с лордом Каррингтоном не признал себя автором инкриминированной статьи, вследствие чего подвергся обвинению к лжеприсяге, но бежал в Париж, принял имя графа Rethel d’Aragon, и до самой смерти корреспондировал в английские газеты, получив определённую известность во французской столице. На родину не вернулся, скончался в парижском районе Пасси.
Главные работы: «Droits et devoirs des envoyés diplomatiques» (1853), «Embassies and foreign courts» (1855), описания путешествий по Турции, Румынии, Греции, Персии и южной России, «The Member for Paris» (1871; по-франц. «Un député de Paris», 1876), «French pictures in English chalks», «History of the French press» (1874), «Men of the Second Empire, of the Septennate, of the Third Republic» (1872—74), «The Russians of today» (1878), «Roundabout France» (1878), «Side lights on English society» (1881 и 1889), «High life in France under the Republic» (1885, 1887). Его вдова издала его памятные записки («Memoirs of Grenville Murray»; Лондон, 1882).